# راجي لامب
راجي لامب (بالإنجليزية: Reggie Lambe)‏ (4 فبراير 1991 بهاميلتون في برمودا - ) هو لاعب كرة قدم بريطاني في مركز الوسط. شارك مع منتخب برمودا لكرة القدم. أما مع النوادي، فقد لعب مع إيبسويتش تاون ونادي تورونتو وNyköpings BIS ‏ ونادي مانسفيلد تاون ونادي بريستول روفيرز.

## وصلات خارجية
- راجي لامب على موقع الاتحاد الدولي (مؤرشف)  (الإنجليزية)
- راجي لامب على موقع الدوري الأمريكي (الإنجليزية)
- راجي لامب على موقع قاعدة بيانات كرة القدم.إي يو (الإنجليزية)
- راجي لامب على موقع ناشيونال فوتبول تيمز (الإنجليزية)
- راجي لامب على موقع Soccerbase.com (لاعب) (الإنجليزية)
- راجي لامب على موقع Soccerway.com (الإنجليزية)